# مدحت المحمود
مدحت المحمود (1936 - ) هو قاضٍ عراقي، ورئيس سابق لمجلس القضاء الأعلى والمحكمة الاتحادية العليا.

## حياته
وُلد في بغداد سنة 1936. أنهى دراسته الابتدائية والثانوية في بغداد، وتخرج من كلية القانون بجامعة بغداد عام 1959. مارس المحاماة بعد التخرج في كلية الحقوق. خدم في الجيش العراقي كضابط احتياط. اجتاز عدد من الدورات الدراسية القانونية والقضائية خارج العراق.
عين محقق قضائي في وزارة العدل عام 1960. عين حاكما (قاضيا) في عام 1968 بعد اجتيازه امتحان الكفاءة و القدرة القضائية بتفوق. عمل حـاكما (قاضيا) في العديد من المحاكم في العراق من بينها محاكم قلعة سكر, الرفاعي, سدة الهندية , المسيـب , الرمادي , محكمة الأحداث في بغداد , محكمة بداءة الكاظمية و محكمة بداءة بغداد.
انتدب من القضاء إلى مدير عام دائرة التنفيذ في وزارة العدل والتي تم تأسيسها على يده في عام 1980. انتدب من القضاء إلى مدير عام دائرة رعاية القاصرين. عين نائب رئيس استئناف بغداد و رئيسا للهيأة التمييزية المدنية فيها. عين مستشارا في مجلس شورى الدولة مع احتفاظه بصفته القضائية ثم رئيسا لمحكمة القضاء الإداري وفيما بعد انتدب رئيسا لمجلس شورى الدولة. عين قاضيا في محكمة التمييز من خلال ترشيح الهيأة العامة لمحكمة التمييز له بالإجماع.
عين مشرفا على وزارة العدل – وزيرا- في 12/ حزيران/ 2003. عين نائبا لرئيس محكمة التمييز. عين رئيسا لمحكمة التمييز الاتحادية. عين رئيسا للمحكمة الاتحادية العليا في 30/3/2005 وبحكم القانـــون، رئيساً لمجلس القضاء الأعلى. خبير عربي في مجال قوانين الأحوال الشخصية والقوانين المدنية في الجامعة العربية. أستاذ محاضر في المعهد القضائي لمدة (26) سنة في مادة قانون المرافعات المدنية وقانون التنفيذ وقوانين التنظيم القضائي.
شارك في العديد من المؤتمرات الدولية والإقليمية القانونية و القضائية. كما أشرف على العشرات من البحوث القضائية المقدمة من القضاة للترقية العلمية.
عضو مؤسس للمركز العربي للدراسات القضائية والقانونية في عمان، وعضو المركز العربي لتطوير حكم القانون والنزاهة في بيروت.

## مؤلفاته
- «شرح قانون المرافعات المدنية رقم 83 لسنة 1969 وتطبيقاته العملية»، صدر عام 2019 (ردمك 9789922623153)
- «القضاء في العراق - دراسة استعراضية»، صدر عام 2015 (ردمك 9789953940090)
- «شرح قانون التنفيذ»، صدر عام 2011